# Edith Bliss
Edith Bliss, rodným jménem Eda Bliss (28. září 1959 Brisbane, Queensland, Austrálie – 3. května 2012 Sydney, Nový Jižní Wales, Austrálie) byla australská zpěvačka a televizní moderátorka. Studovala na University of Queensland. V roce 1979 se přestěhovala do Sydney. Ve stejném roce vydala singl „If It's Love You Want“, který se stal hitem.